# Istituto di scienze polari
L'Istituto di scienze polari (ISP) è un istituto del Consiglio Nazionale delle Ricerche (CNR) afferente al Dipartimento di Scienze del Sistema Terra e Tecnologie per l'Ambiente (DSSTTA), con sede principale a Venezia-Mestre (Direzione), sedi secondarie a Bologna, Roma Montelibretti, Messina e sedi secondarie senza responsabilità di spesa a Padova e Roma Tor Vergata.
L'istituto è stato costituito nel giugno 2019. Nel 2020 gli è stata affidata la gestione scientifica e logistica della Base artica Dirigibile Italia.
I principali ambiti di ricerca dell'istituto sono:
- atmosfera
- biologia ed ecosistemi
- criosfera
- oceanografia.